# Bò nâu Thụy Sĩ
Bò nâu Thụy Sĩ là giống bò sữa của Thụy Sĩ. Giống bò này có nguồn gốc từ Alpine Braunvieh. Đứng sau bò Holstein Friesian, nó có sản lượng sữa hàng năm cao thứ hai, trên 9.000 kg (20.000 lb) mỗi năm. Sữa chứa trung bình 4% butterfat và 3,5% protein, làm cho sữa của giống bò này tuyệt vời để sản xuất pho mát.
Sữa của bò nâu Thụy Sĩ có thể được xem là loại sữa bò duy nhất có các axit béo chuỗi dài hơn các giống bò sữa phổ biến khác và các viên chất béo nhỏ hơn trong kem; sự khác biệt này có nghĩa là kem tăng lên chậm hơn nhiều trong sữa từ bò nâu Thụy Sĩ. Sự khác biệt này, và tỷ lệ protein với chất béo trong sữa, là lý tưởng cho việc chế biến pho mát.
Giống bò thông thường, người Mỹ được biết đến với tên gọi bò nâu Thụy Sĩ thực sự khá khác với giống bò Schwyzer Braunvieh ban đầu được chăn nuôi ở Thụy Sĩ vào cuối thế kỷ 17 và 18. Những con bò và bò đực đầu tiên sau này được gọi là bò nâu thụy Sĩ được nhập từ Thụy Sĩ vào Hoa Kỳ bởi Henry M. Clark vào mùa đông năm 1869 — William Tell, bò đực và bảy con bò được gọi là Zurich, Lucerne, Gretchen, Brinlie, Lissa, Christine và Geneva. 25 con bò đực và 140 con bò được nhập khẩu từ Thụy Sĩ sang Hoa Kỳ.